# Осада Намюра (1695)
Осада Намюра (фр. Siège de Namur) произошла летом 1695 года во время Войны за пфальцское наследство. Это была вторая осада города и крепости за время войны.
В 1695 году в Нидерландах французская армия перешла к оборонительным действиям, и маршал Буффлер провел апрель, строя окопы между реками Шельда и Лис, от Кутре (Кортрейка) до Авельгема. Две основные союзные армии под командованием Вильгельма III и Максимилиана II, курфюрста Баварии, хотели атаковать новую французскую оборону. Однако французы стянули туда все имеющиеся войска, так что Вильгельм III решил воздержаться от нападения.
Поскольку французы покинули район Мааса, возможность для атаки на Намюр, расположенный между Самброй и Маасом, стала благоприятной. Его взятие ослабляло цепь французских крепостей на границе с Испанскими Нидерландами. Намюр был сильно укреплен. В своё время Менно ван Кугорн построил новый форт Вильгельм. Вобан дополнительно его укрепил после захвата французами в 1692 году.
Войска союзников, дислоцированные в Брабанте, получили приказ выступить в сторону Намюра. 2 июля Максимилиан II прибыл к крепости. Через некоторое время – Вильгельм III с частью своего войска. Его главные силы должны были сковать действия французской армии Вильруа со стороны Фландрии. Перед началом осады Буффлер успел разместить в городе сильный гарнизон численностью 13 – 15 000 человек.
Осаждающая армия насчитывала около 80 000 человек и состояла из голландских, английских, баварских, бранденбургских и испанских контингентов. Непосредственное руководство осадой взял на себя Кугорн, который защищал город и крепость в 1692 году.
К 5 июля Намюр был окружён со всех сторон. 11 июля прибыли тяжелые осадные орудия, которые 12 июля установили на позициях, и начался обстрел города. Большинство домов в городе были разрушены. Осажденные серией вылазок пытались остановить осадные работы противника, но в конечном итоге потерпели неудачу. После 4 августа в руках французов оставалась только цитадель.
У союзников было мало времени, поэтому батарея из 200 орудий была установлена в самом городе, и 21 августа началась непрерывная круглосуточная бомбардировка нижних укреплений цитадели на другом берегу Самбры, в результате которой валы цитадели угрожали обрушением. К 26 августа союзники были готовы штурмовать цитадель. Первоначальная их атака встретила ожесточенное сопротивление французов, и войска были вынуждены отступить, понеся тяжелые потери.
Союзники атаковали во второй раз большим количеством войск и сумели захватить нижние укрепления. Еще одна атака была на передовой форт Вильгельм. Штурм удался союзникам. Но и эта атака стоила многих жертв с обеих сторон. Достигнутые успехи позволили приблизить орудия к центру крепости. Горнверк сильно пострадал в результате обстрела. Затем последовал успешный штурм английских гренадеров. Защитников окончательно оттеснили к средневековой части стен.
После провала нескольких попыток деблокировать осажденную крепость силами армии маршала Вильруа комендант гарнизона Буффлер 4 сентября сдал цитадель. Так закончилась самая дорогостоящая операция этой войны.
Длительная осада не позволила войскам союзников предпринять какие-либо дальнейшие действия. Таким образом, возможное вторжение во Францию не состоялось. В следующем году и голландцы, и французы не смогли провести каких-либо значительных операций по финансовым причинам, так что сковывание союзных войск в Намюре непреднамеренно помогло французам в конечном итоге удержать свои позиции.